# Sanctuaire de Macereto
Le sanctuaire de Macereto est un complexe religieux qui s'élève à une hauteur d'environ 1 000 mètres au-dessus du niveau de la mer sur le plateau du même nom sur le côté ouest des monts Sibillini, dans la zone municipale de Visso, dans la région des Marches en Italie centrale.
Dans le voisinage, se trouvait autrefois le château des comtes de Fiastra.
Il a été déclaré monument national en 1902. C'est l'une des plus grandes expressions architecturales de la Renaissance du XVIe siècle dans les Marches.

## Histoire et architecture

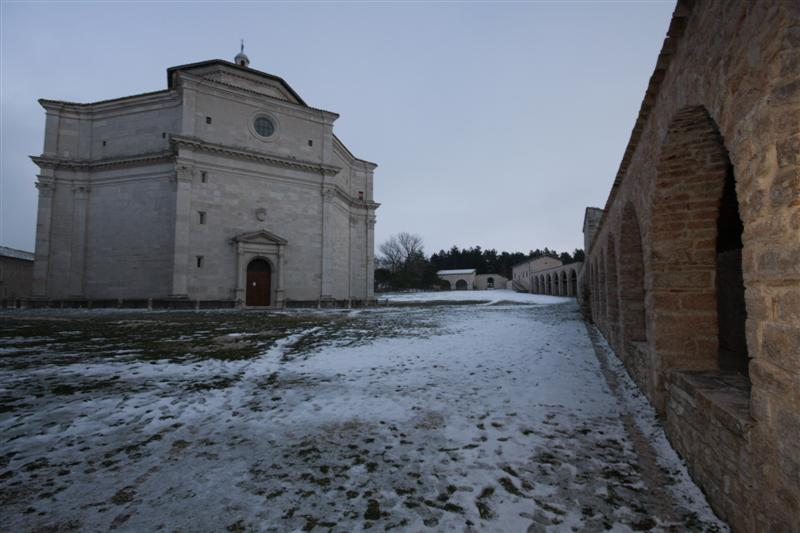
Sanctuaire de Macereto

La tradition veut que le 12 août 1359, en transportant une statue en bois de la Vierge à l' Enfant depuis Lorette jusqu'au royaume de Naples, les mulets appartenant à la caravane se sont arrêtés à genoux sur le site actuellement occupé par le sanctuaire, et de là, ils ne voulaient plus repartir malgré les coups de pied et les coups de fouet. Les gens du commun qui sont venus pour aider ont vu un signe divin dans ce qui s'était passé, et ont exigé que la statue reste là, donc en quelques années une église primitive dédiée à la Madone a été construite sur le site, construite selon le modèle de la Sainte Maison de Lorette.
Dans la seconde moitié du XVe siècle, la statue d'origine a été remplacée par une autre, actuellement conservée dans la Pinacothèque de la Ville de Visso.
En 1528, les travaux ont commencé pour la construction du sanctuaire  autour de l'édicule primitif. L'architecte Giovan Battista da Lugano a repris un précédent projet du polymathe Donato Bramante daté de 1505 . Après la mort de Lugano, les travaux de construction ont été suspendus, puis repris en 1553 sous la direction de Filippo Salvi da Bissone, et terminés en 1556.
Le sanctuaire fait partie d'un plus grand complexe architectural comprenant l'église, la Maison des Pèlerins, la Maison du corps de Garde et le Palais des Guaite.
L'église repose sur un plan octogonal avec trois entrées et, en son centre, se trouve l'ancien édicule du XIVe siècle, recouvert entre 1580 et 1590  par un petit temple construit sur les formes de la Sainte Maison du Sanctuaire de Lorette, dans lequel il est gravé en latin l'histoire du miracle de Macereto.
Les quatre côtés plats de l'intérieur se terminent chacun par une abside ; parmi lesquelles se détache celle autour du maître-autel, décorée en 1580-82 des fresques de Simone De Magistris qui représentent l' histoire de la Vierge et de Jésus.

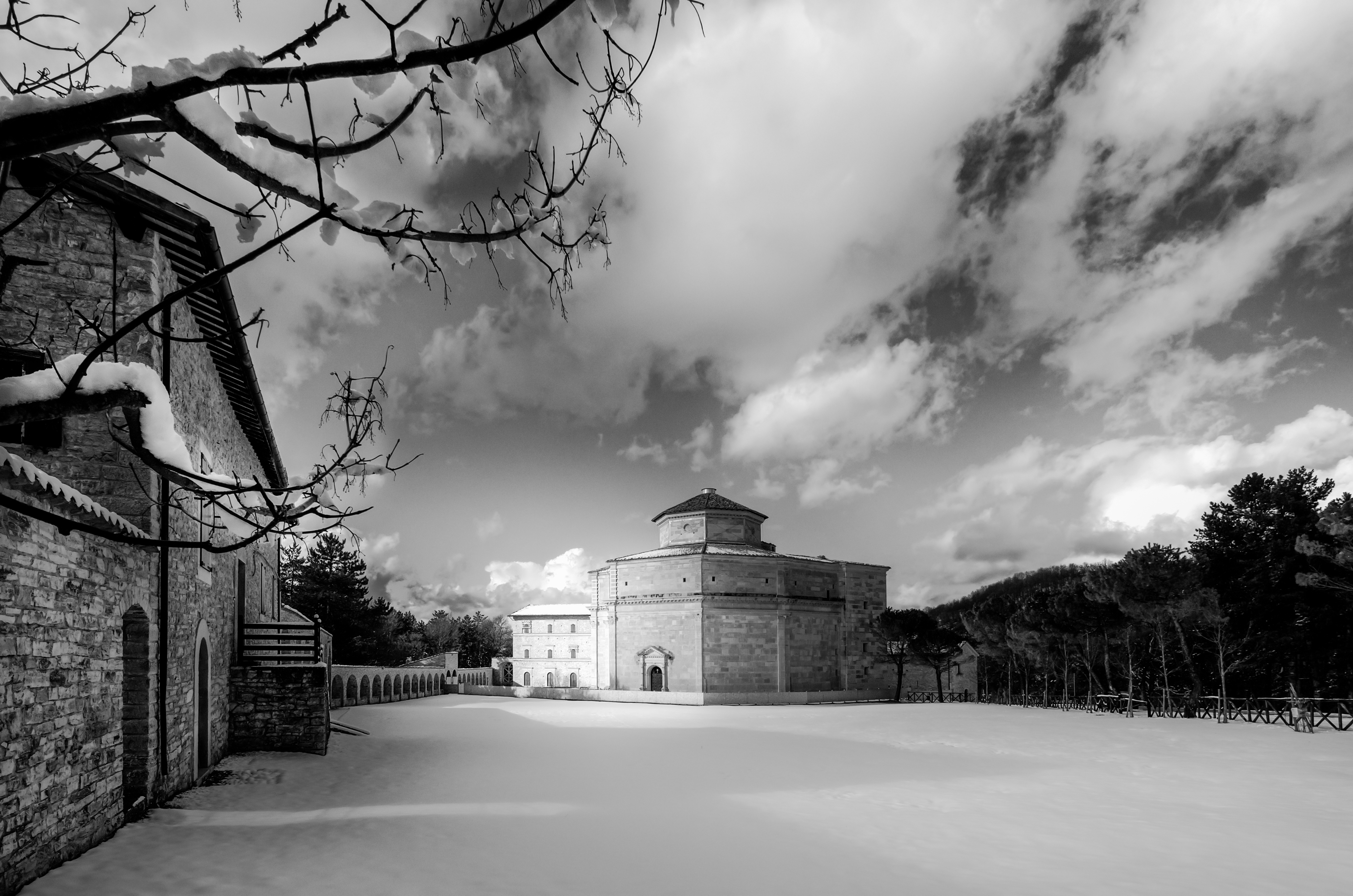
Église bramantesque du Sanctuaire de Macereto.
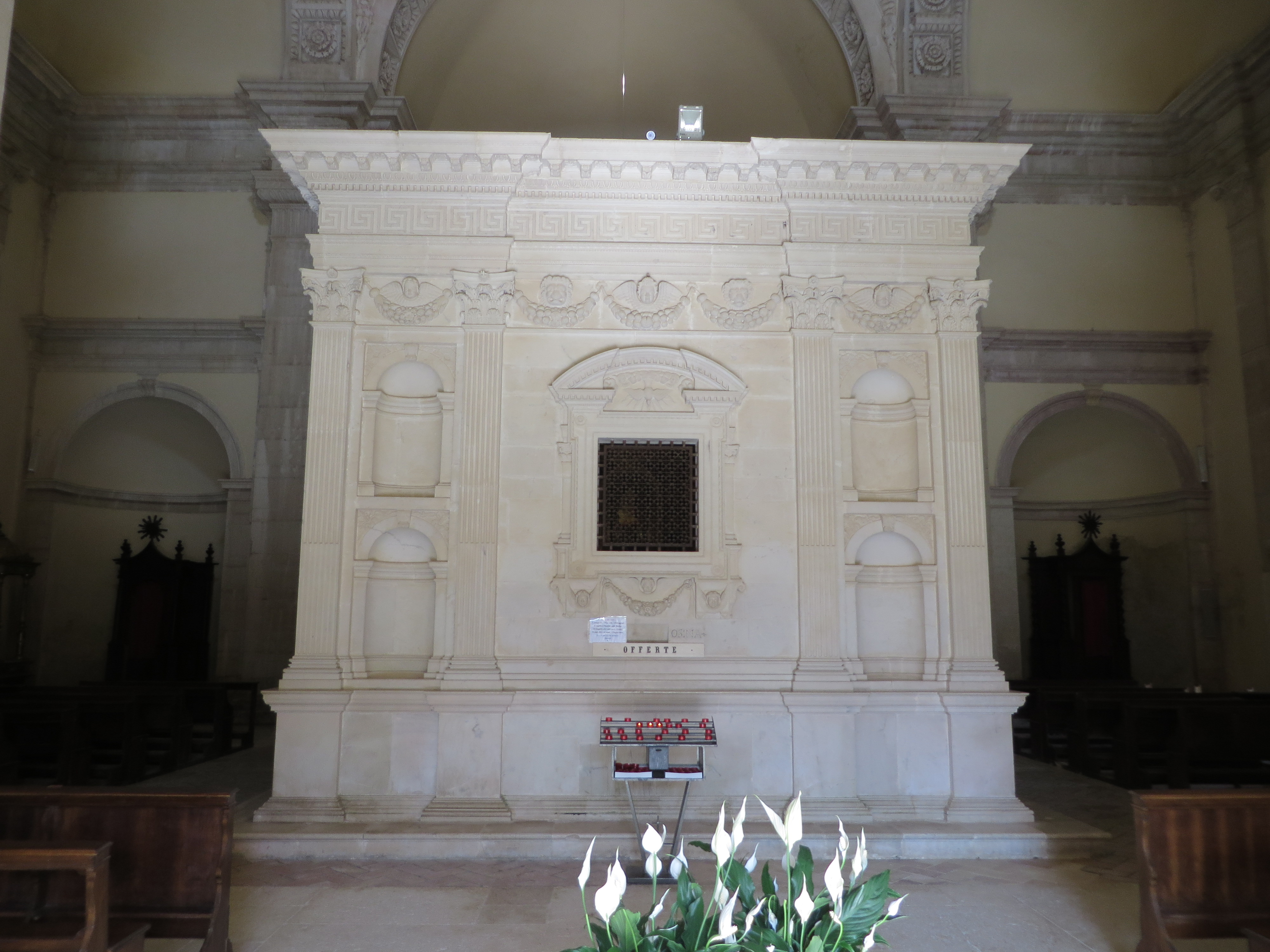
Intérieur du temple.
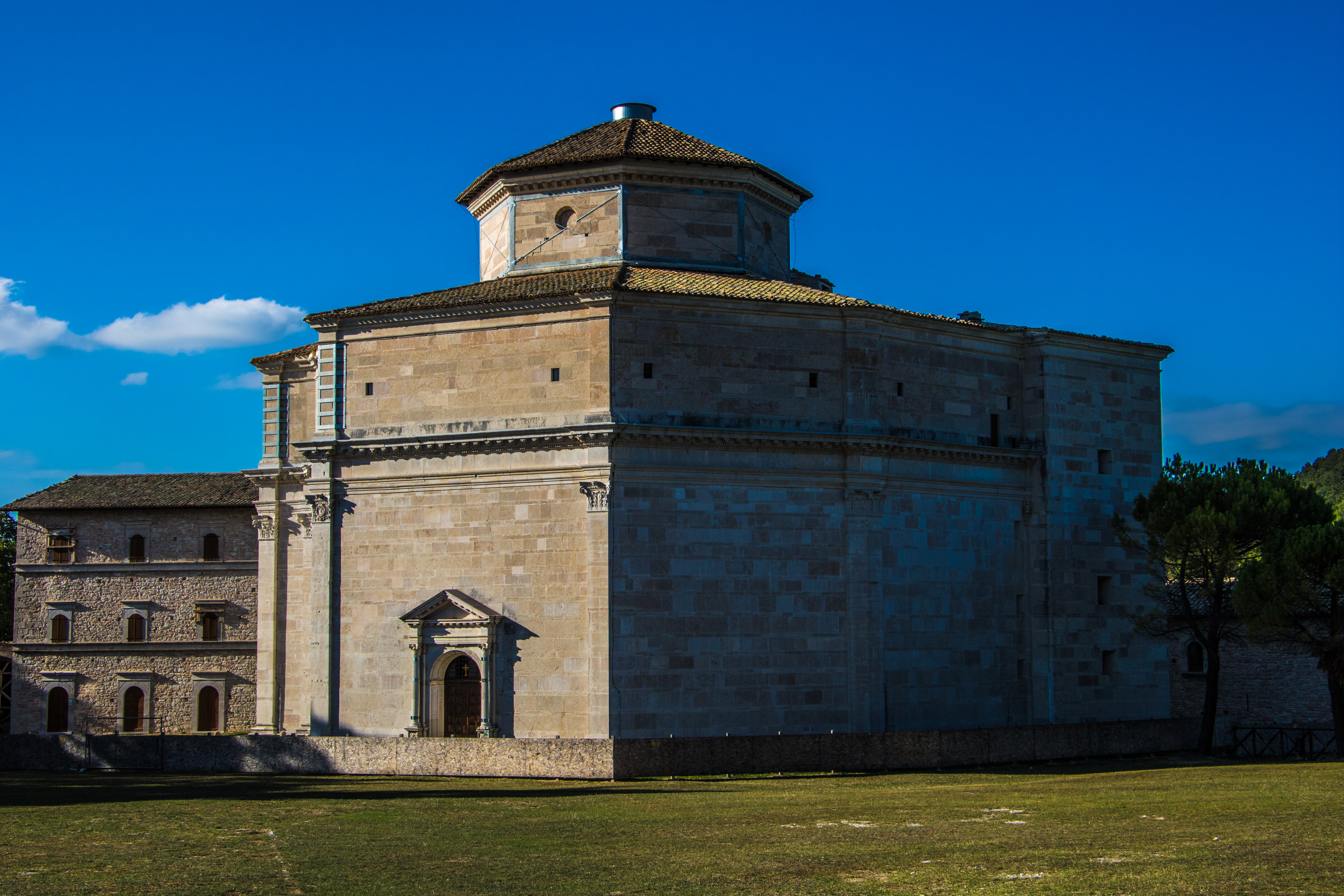
L'église octogonale.
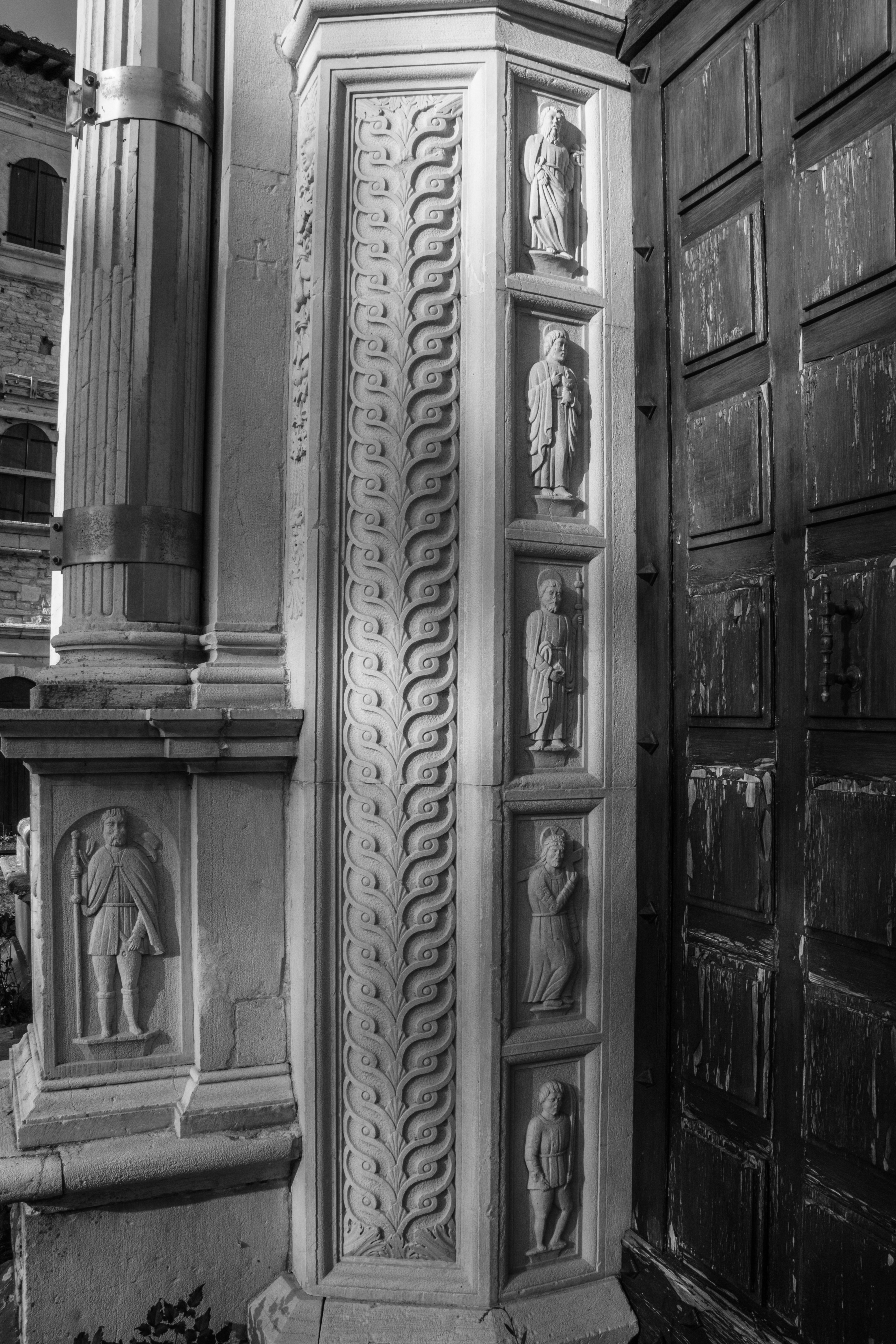
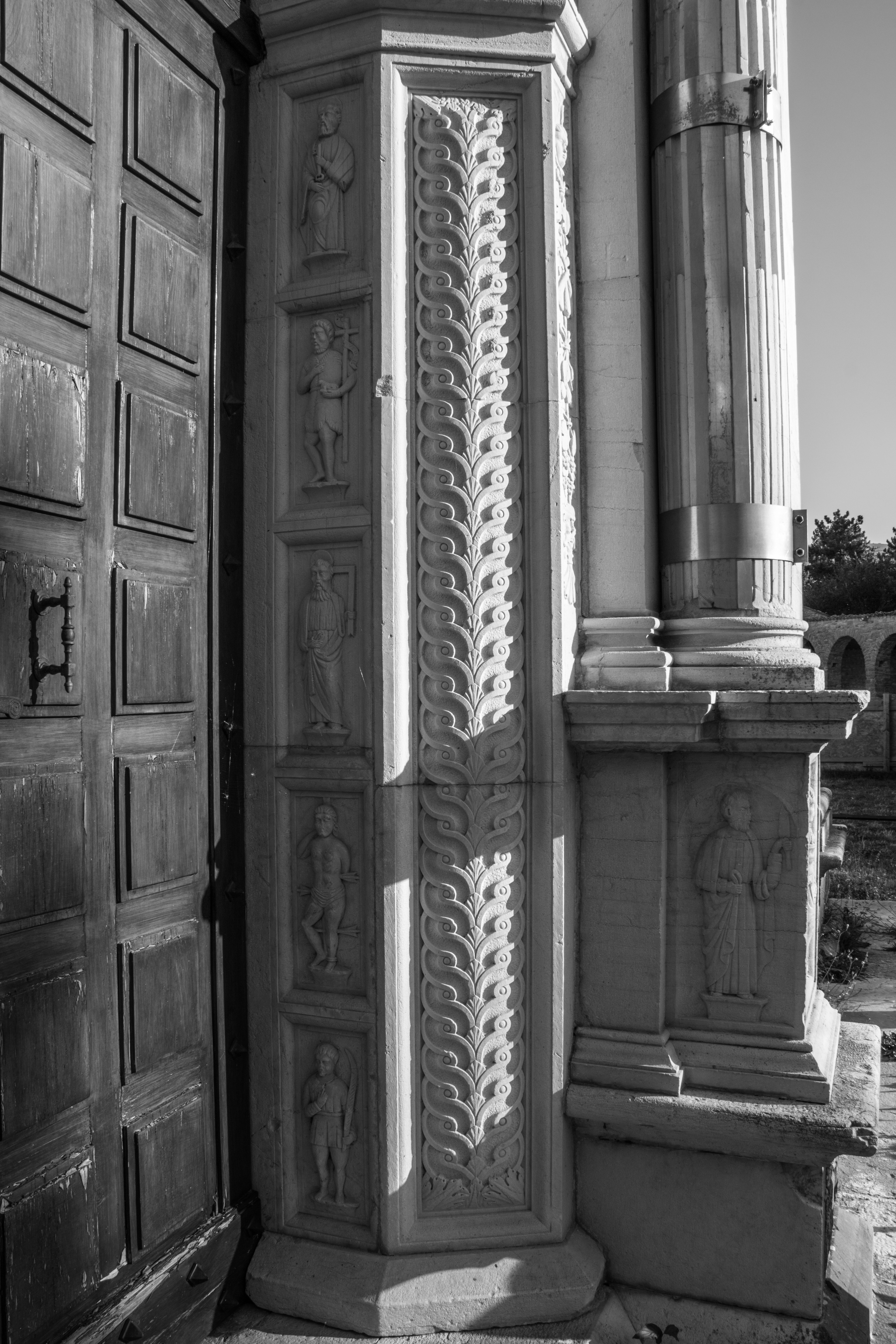
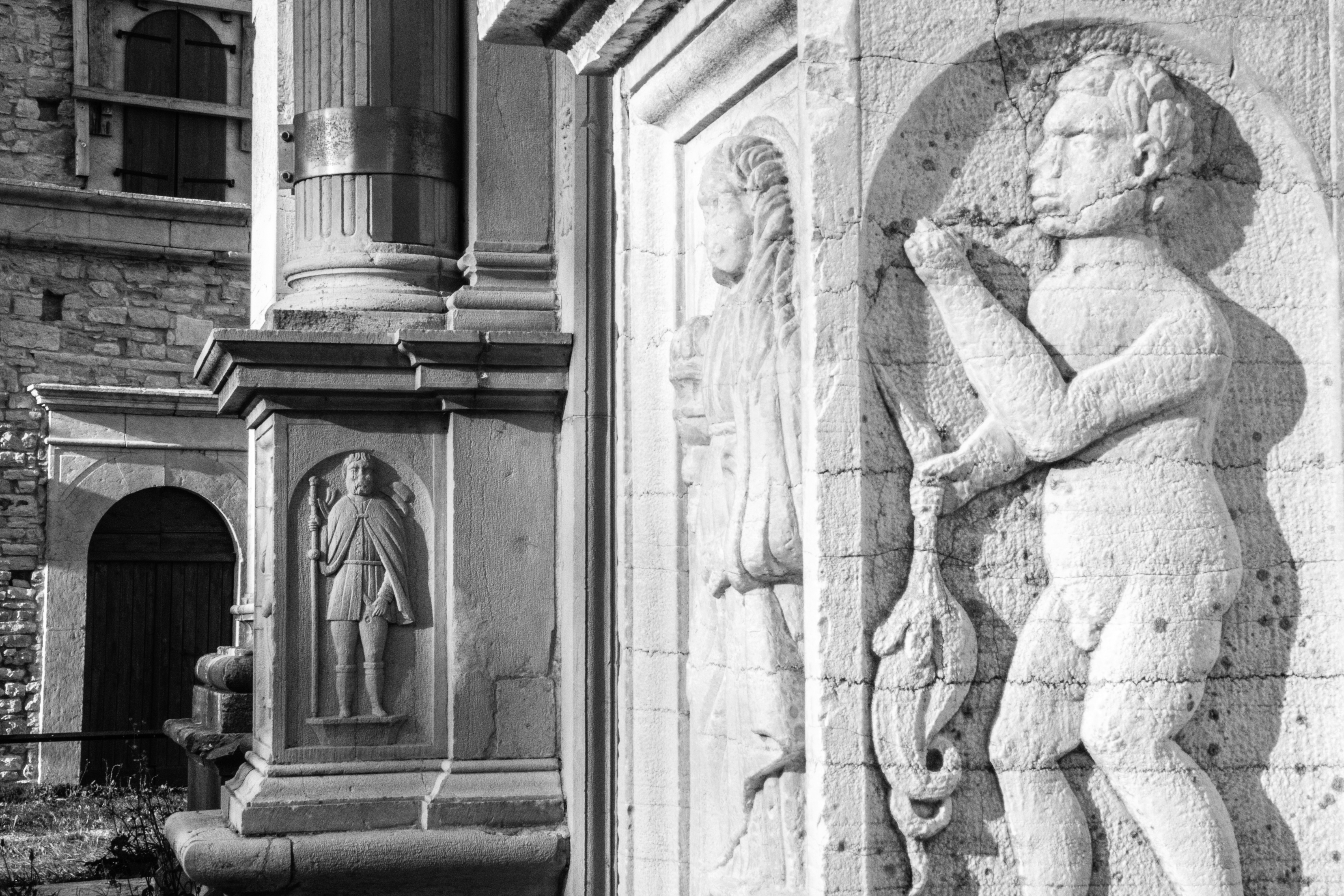
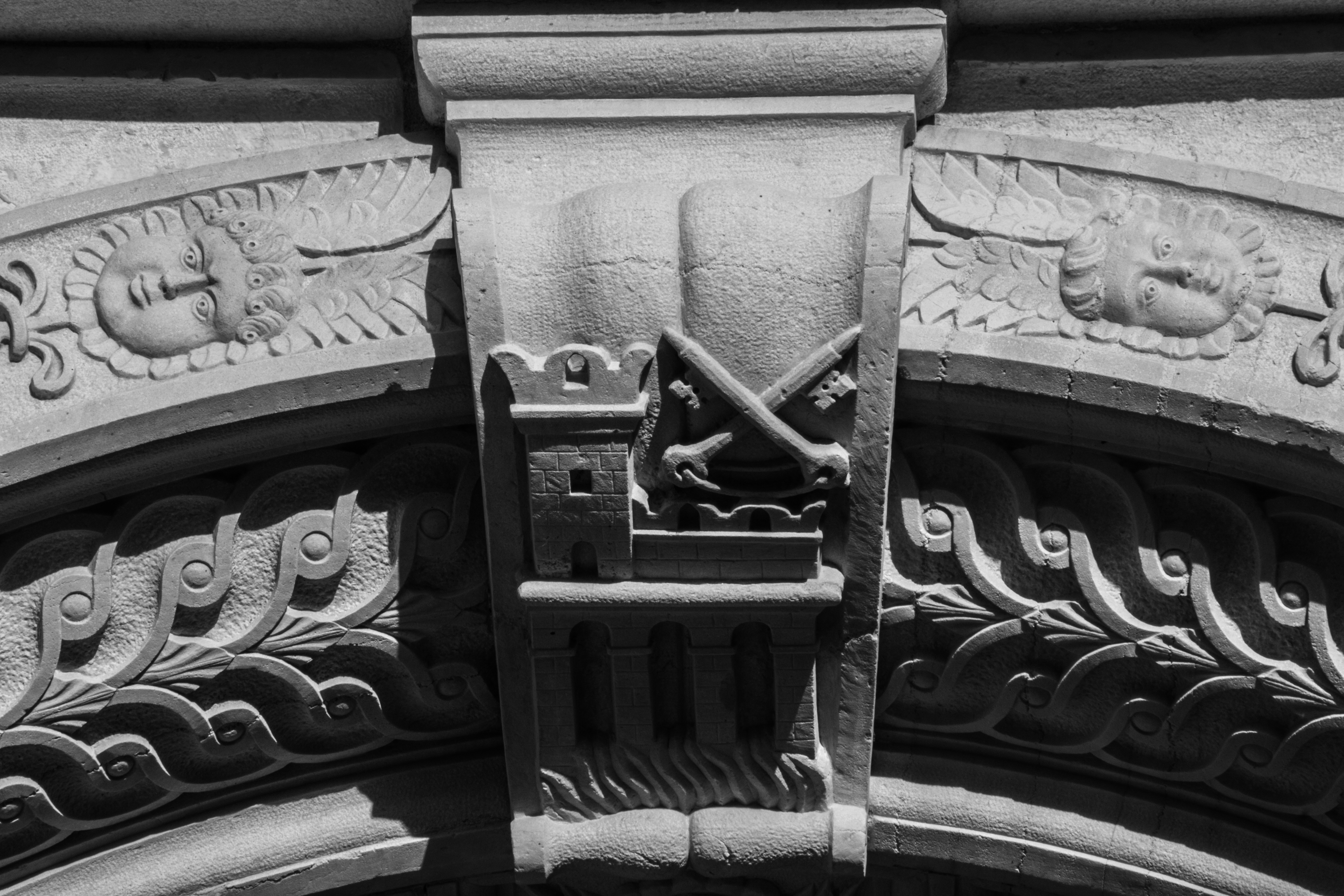
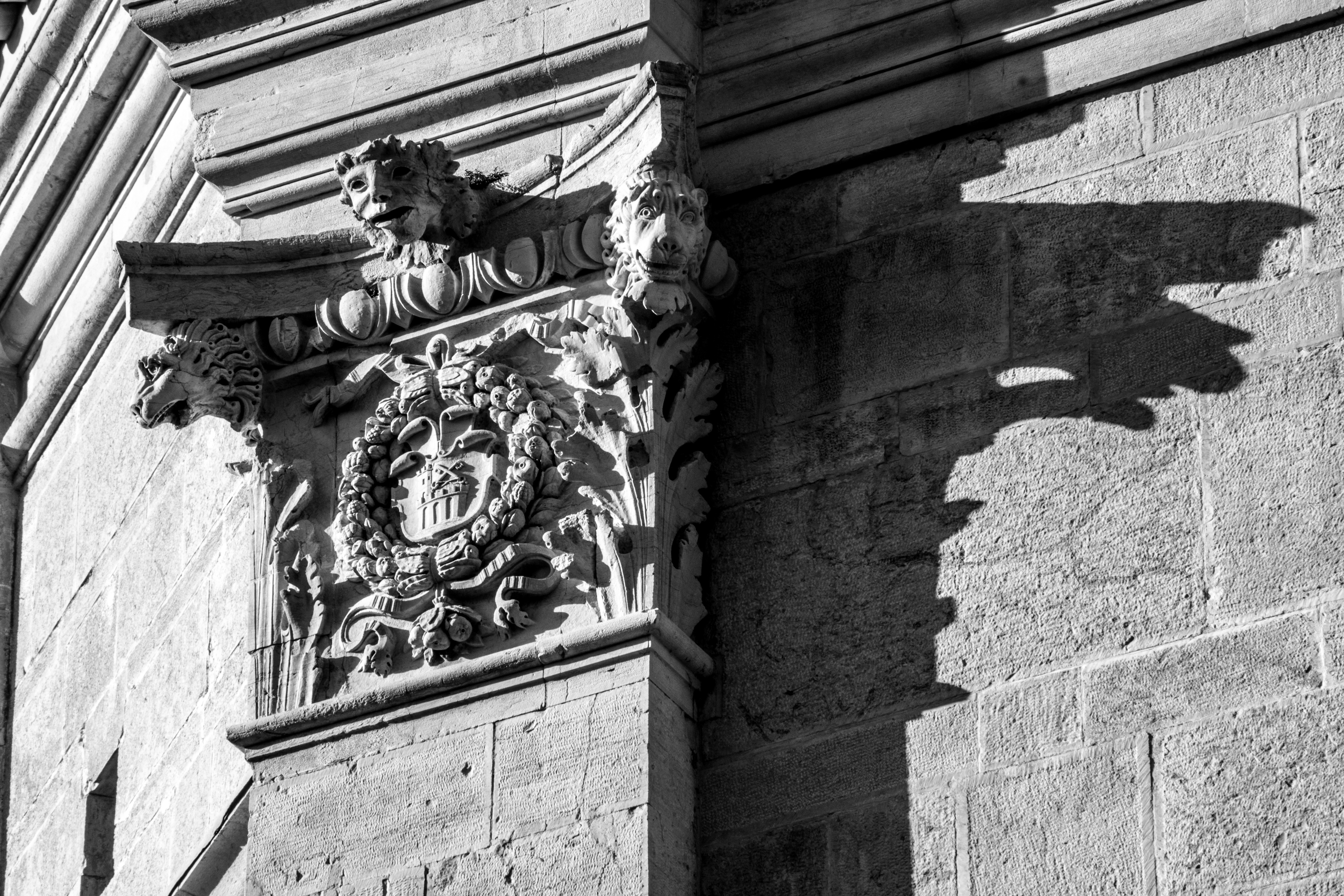